# Адурбадаган
Адурбадаган (такође транслитерирано као Атурпатакан) на средњоперсијском и партском, Атропатен на грчком и Атрпатакан на јерменском, била је сасанидска провинција у северном Ирану која је скоро у потпуности одговарала данашњем иранском Азербејџану. Главни град провинције био је Ганзак.

## Историја
Године 224. Адурбадаган се са малим отпором потчинио Ардаширу I (владао 224–242), након што је победио и убио Артабана у бици код Хормоздгана.Током 241/2. за време владавине његовог сина и наследника Шапура I (владао 240-270), Шапур је морао да организује експедицију у овој провинцији због немира. Након тога провинција је постала потпуно потчињена. У пролеће 589. године Адурбадаган је напао византијски савезник Гуарам I из Иберије. Међутим, када је открио да је вођа сасанидске војске (спахбед) Бахрам Чобин победио огромну турску војску у Хорасану, и да је сада кренуо према Адурбадагану, брзо се повукао. Следеће године, Бахрам Чобин, након што га је краљ Хормизд IV осрамотио, побунио се против њега и брзо успео да преузме контролу над читавим Сасанидским царством.
У августу 591. године, код Ганзака, одиграла се битка за Бларатон, између присталица Хозроја II и побуњеничких снага Бахрама Чобина. Међутим, недуго након битке, Хозројев ујак Вистам побунио се (тачан датум није познат, 590 / 1–596 или 594 / 5–600) и успео је да добије контролу над неким деловима Адурбадагана. Међутим, поражен је од Хозроја II и сасанидског генерала Смбата IV Багратунија. Током византијско-сасанидког рата 602–28. године, на Адурбадаган изведена инвазија византијског цара Ираклија који је опустошио Ганзака. Адурбадаган, укључујући остатак Ирана, на кратко је био под контролом бившег сасанидског спахбеда Шахрбараза.
Арапи су 651. године извршили инвазију на Адурбадаган, који је био посед браће Исфандјада и Бахрама из куће Испахбудан. Исфандијад је заузео став против Арапа, услед чега се водила битка. Међутим, Арапи су га поразили и заробили. Док је Исфандијад био у заробљеништву, рекао је арапском генералу Букајру ибн Абдалаху да би, ако жели да лако и мирно освоји Адурбадагана, требало да склопи мир са њим. Према Баламију, познато је да је Исфандјад рекао: "Ако ме убијете, сав Адурбадаган ће се осветити за моју крв и водити рат против вас." Арапски генерал је прихватио Исфандјадове савет и склопио мир са њим. Међутим, Бахрам, брат Исфандјада, одбио је да се покори арапским снагама и наставио да им се одупире. Иапак , Арапи су га брзо поразили, и био је приморан да побегне из Адурбадагана. Адурбадаган је тако доспео под арапску управу.

## Становништво
Становништво провинције говорило је средњоперсијским, адаријским (укључујући дијалект Тати) и медијанским.